# Psittacanthus schiedeanus
Psittacanthus schiedeanus är en tvåhjärtbladig växtart som först beskrevs av Schltdl. & Cham., och fick sitt nu gällande namn av George Don jr. Psittacanthus schiedeanus ingår i släktet Psittacanthus och familjen Loranthaceae. Inga underarter finns listade i Catalogue of Life.